# Jean-Christophe Cambadélis

Jean-Christophe Cambadélis (2007)

Jean-Christophe Cambadélis (* 14. August 1951 in Neuilly-sur-Seine) ist ein französischer Politiker der Parti socialiste und war von April 2014 bis Juni 2017 ihr Vorsitzender (Premier secrétaire).
Cambadélis, der griechischer Abstammung ist, engagierte sich in der französischen Studierendenbewegung, war in den Studentenstreiks 1976 Sprachführer und ab 1980 Vorsitzender der UNEF-ID. Zu jener Zeit galt er als lambertistischer Trotzkist.
1986 trat Cambadélis in den Parti socialiste ein. Bereits zwei Jahre später wurde er zum Abgeordneten für Paris gewählt, verlor dieses Mandat aber bei der Wahlniederlage des PS 1993 wieder. Ab 1994 gehörte er dem Parteivorstand des PS (Bureau national) an. Er gilt als einer der Architekten der gauche plurielle, des Bündnisses verschiedener linker Parteien unter Führung des PS, das bei den Parlamentswahlen 1997 überraschend die Regierungsmehrheit erringen konnte. Danach galt er als Kandidat für den Parteivorsitz, Lionel Jospin schlug statt seiner aber François Hollande als seinen Nachfolger in dieser Funktion vor. 1997 wurde Cambadélis auch wieder in die Assemblée nationale gewählt, der er bis zu seiner Abwahl im Juni 2017 ununterbrochen angehörte.
Im Jahr 1989 offenbarte der ehemalige Leiter des europäischen Büros des US-Gewerkschaftsbundes American Federation of Labor and Congress of Industrial Organizations (AFL-CIO) in Paris und des amerikanischen Geheimdienstes in Europa, Irving Brown, den Journalisten Roger Faligot und Rémi Kauffer, Cambadélis rekrutiert zu haben, als dieser bei den Trotzkisten aktiv war.
2000 und 2006 wurde Cambadélis jeweils zu Haftstrafen auf Bewährung verurteilt, in beiden Fällen wegen Scheinbeschäftigungen.
Ab 2008 galt Cambadélis als führender Unterstützer von Dominique Strauss-Kahn bei dessen Weg zur Präsidentschaftskandidatur für den PS, die mit der Verhaftung Strauss-Kahns in New York unmöglich wurde. Cambadélis unterstützte anschließend die Bewerbung von Martine Aubry, die aber in der Vorwahl François Hollande unterlag.
2012 galt Cambadélis als Wunschkandidat von Martine Aubry für ihre Nachfolge im Parteivorsitz.  Aubry schlug aber schließlich in Abstimmung mit  dem Staatspräsidenten François Hollande nicht ihn, sondern Harlem Désir für dieses Amt vor. Cambadélis wurde als Vizepräsident der Sozialdemokratischen Partei Europas vorgeschlagen, in dieses Amt wurde er am 29. September 2012 offiziell berufen.
Nach dem Rücktritt Harlem Désirs wurde Cambadélis am 15. April 2014 vom Conseil national des PS zum kommissarischen Parteivorsitzenden gewählt. Seine Bestätigung durch eine Urwahl fand am 28. Mai 2015 statt. Aufgrund der Niederlage seiner Partei bei den Parlamentswahlen 2017 trat Cambadélis noch am Abend des zweiten Wahltages am 18. Juni 2017 von seinem Posten zurück.